# حسن الفار
حسن الفار (انگلیسی: Hassan El-Far؛ ۲۱ مهٔ ۱۹۱۲ – ۳۰ نوامبر ۱۹۷۲) یک بازیکن فوتبال اهل مصر بود. 
وی عضو تیم ملی فوتبال مصر در جام جهانی فوتبال ۱۹۳۴ بوده است.